# Дмитренко Галина Кононівна
Галина Кононівна Дмитренко (нар. 4 вересня 1955) — український педагог, філолог, автор серії посібників з української мови (для учнів з 5-го по 11-й класи), а також посібників, підручників та навчальних програм з української мови та літератури, понад сотні публікацій у науково-методичних збірниках, педагогічній періодиці: журналах «Дивослово» [Архівовано 26 липня 2016 у Wayback Machine.], Українська мова і література в школі, «Українська мова і література в середніх школах, гімназіях, ліцеях та колегіумах» [Архівовано 23 жовтня 2018 у Wayback Machine.], газетах «Освіта», «Освіта України», "Слово «Просвіти» [Архівовано 13 квітня 2016 у Wayback Machine.] та ін.
Учитель української мови і літератури гімназії «Троєщина» [Архівовано 13 серпня 2016 у Wayback Machine.] (з 1992 р.), голова навчально-методичної комісії з української мови і літератури, експерт із удосконалення навчальних програм [Архівовано 12 листопада 2017 у Wayback Machine.]  [Архівовано 15 вересня 2016 у Wayback Machine.] Міністерства освіти і науки України [Архівовано 23 червня 2016 у Wayback Machine.].

## Освіта
Спеціальність за дипломом: філолог, викладач української мови і літератури.
Категорія: вища, педагогічне звання: учитель-методист.
- Київський національний університет імені Тараса Шевченка, філологічний факультет, відділення української філології (1974—1979, диплом з відзнакою);
- Хмельницьке педагогічне училище [Архівовано 17 серпня 2016 у Wayback Machine.] (1970—1974, диплом з відзнакою).

## Результати діяльності
Щороку учні Галини Кононівни Дмитренко стають переможцями районної, міської, всеукраїнської олімпіад з української мови та літератури, переможцями Міжнародного конкурсу з української мови імені Петра Яцика.
Дипломантами всеукраїнських олімпіад юних філологів стали: Богдана Шкода (1992), Ольга Горіна (1994, 1995), Ірина Бруханська (1995, 1996), Юлія Дмитренко (1997), Ярослав Берчун (2009).
Щороку її випускники стають студентами філологічних факультетів провідних університетів України.
Упродовж багатьох років Дмитренко Г. К. організовує і проводить ґрунтовну роботу з підготовки наукової зміни у філологічний секції Малої академії наук зі спеціальностей «українська мова», «українська література», «фольклористика».
Її вихованці — переможці Всеукраїнського конкурсу наукових учнівських робіт: Тетяна Погорєлова, «Символіка пісень про кохання та родинне життя: порівняльний аспект» (1995); Ірина Бруханська, "Народні паремії в епопеї Уласа Самчука «Волинь» (1996); Юлія Дмитренко, «Символіка поезій Олени Теліги» (1997); Людмила Домачук, «Тропи в героїчних легендах» (2003 р.); Марина Уфімцева, «Метафора в українській народній загадці» (2004); Сергій Бондаренко, «Українські історичні пісні: тексти і контексти» (2008).
Із переможців МАН фах українського філолога здобули Т. Погорєлова, І. Бруханська, Л. Домачук., Ю. Шутенко.
Упродовж понад двадцяти років роботи в гімназії Галина Дмитренко успішно очолює роботу кафедри української мови і літератури, на якій працює дванадцять викладачів, серед них: шість учителів-методистів (Г. К. Дмитренко, В. А. Солопенко, Ю. В. Росоха, Л. Л. Марущак, Л. С. Філіпчук, Н. М. Бурцева); два відмінники освіти України (Г. Дмитренко, Ю. Росоха); три старших учителі (О. А. Машина, В. О. Коваль, С. В. Гуменюк); десять учителів — фахівці вищої кваліфікаційної категорії; один — І категорії (І. І. Головач), один — спеціаліст (І. М. Костенко).

## Нагороди
- Нагрудний знак «Відмінник освіти України»;
- Грамоти Міністерства освіти і науки України [Архівовано 23 червня 2016 у Wayback Machine.];
- Дві Почесні відзнаки київського міського голови Олександра Омельченка;
- Грамоти Головного управління освіти [Архівовано 8 липня 2016 у Wayback Machine.] Київської міської державної адміністрації [Архівовано 4 серпня 2012 у WebCite];
- Почесні грамоти Деснянської районної державної адміністрації [Архівовано 18 серпня 2016 у Wayback Machine.];
- Почесні грамоти Управління освіти Деснянського райоу в м. Києві [Архівовано 7 серпня 2016 у Wayback Machine.];
- Переможець конкурсу «Просвіти» [Архівовано 18 серпня 2016 у Wayback Machine.];
- «Учитель-патріот» (1993);
- Лауреат міського конкурсу «Вчитель року» (1994, 1995).

## Особисте життя
Дружина Дмитренка Миколи Костянтиновича, доктора філологічних наук, професора, завідувача відділу фольклору Інституту мистецтвознавства, фольклористики та етнології ім. М. Т. Рильського Національної Академії Наук України, провідного наукового співробітника УЦКД [Архівовано 7 жовтня 2016 у Wayback Machine.], члена Національної спілки письменників України.
Має двох дітей, чотирьох онуків, проживає і працює у м. Києві.

## Офіційні сторінки та соціальні мережі
- Відкрита група «Навчальні посібники з української мови Галини Дмитренко»: https://www.facebook.com/ukrayinskamova
- Офіційний вебсайт (кириличний домен): http://www.укрмова.укр/
- Про Галину Дмитренко на вебсайті Укрмова.укр